# 顔面神経

顔面神経

顔面神経（がんめんしんけい、facial nerve）は、12ある脳神経の一つで第七脳神経(CNVII)とも呼ばれる。

## 概説
狭義の顔面神経は、顔面に分布し主として表情筋の運動を支配する。この神経と内耳神経の間に中間神経と呼ばれる神経があり、広義にはこれを含めて顔面神経と呼ぶ。内耳神経と一緒に側頭骨の錐体を貫き、さらに単独で顔面神経管という弓状の骨の管を通り、茎乳突孔から出てきて顔面全体に分岐する。顔面神経管を通る途中から涙腺、唾液腺の分泌、味覚（舌の前部3分の2）などに関係する枝が出て骨の細管を通り抜け関連する神経節や舌神経などに入っていく。顔面神経の神経線維には4種類あり、特殊内臓遠心性線維(special visceral efferent fiber, SVE) 、一般内臓遠心性線維 (general visceral efferent fiber, GVE) 、特殊内臓求心性線維 (special visceral afferent fiber, SVA) 、一般体性求心性線維 (general somatic afferent fiber, GSA) と呼ばれる。

## 特殊内臓遠心性線維
運動神経線維であり、表情筋、広頸筋、頬筋、アブミ骨筋、顎二腹筋後腹などを支配する。この神経線維の細胞体は橋尾側にある顔面神経運動核に存在する。顔面神経運動核はさらに背内側核・腹内側核・中間核・外側核に分けられ、それぞれ異なる筋群を支配している。背内側核からの線維は後耳介神経となって耳介筋と後頭筋（前頭後頭筋の一部）を支配する。腹内側核から出た繊維は顔面神経頸枝として広頸筋を支配している。内側核の中にはアブミ骨筋を支配するものもあると考えられている。顔面神経側頭枝と頬骨枝は中間核から出て前頭筋（前頭後頭筋の一部）と眼輪筋、皺眉筋および頬骨筋を支配する。外側核からの線維は顔面神経頬枝となって頬筋と頬唇筋を支配している。他の動物と比較すると、ヒトの顔面神経運動核では頬唇筋を支配する外側核が顕著に発達しており、一方内側核群はかなり小さくなっている。

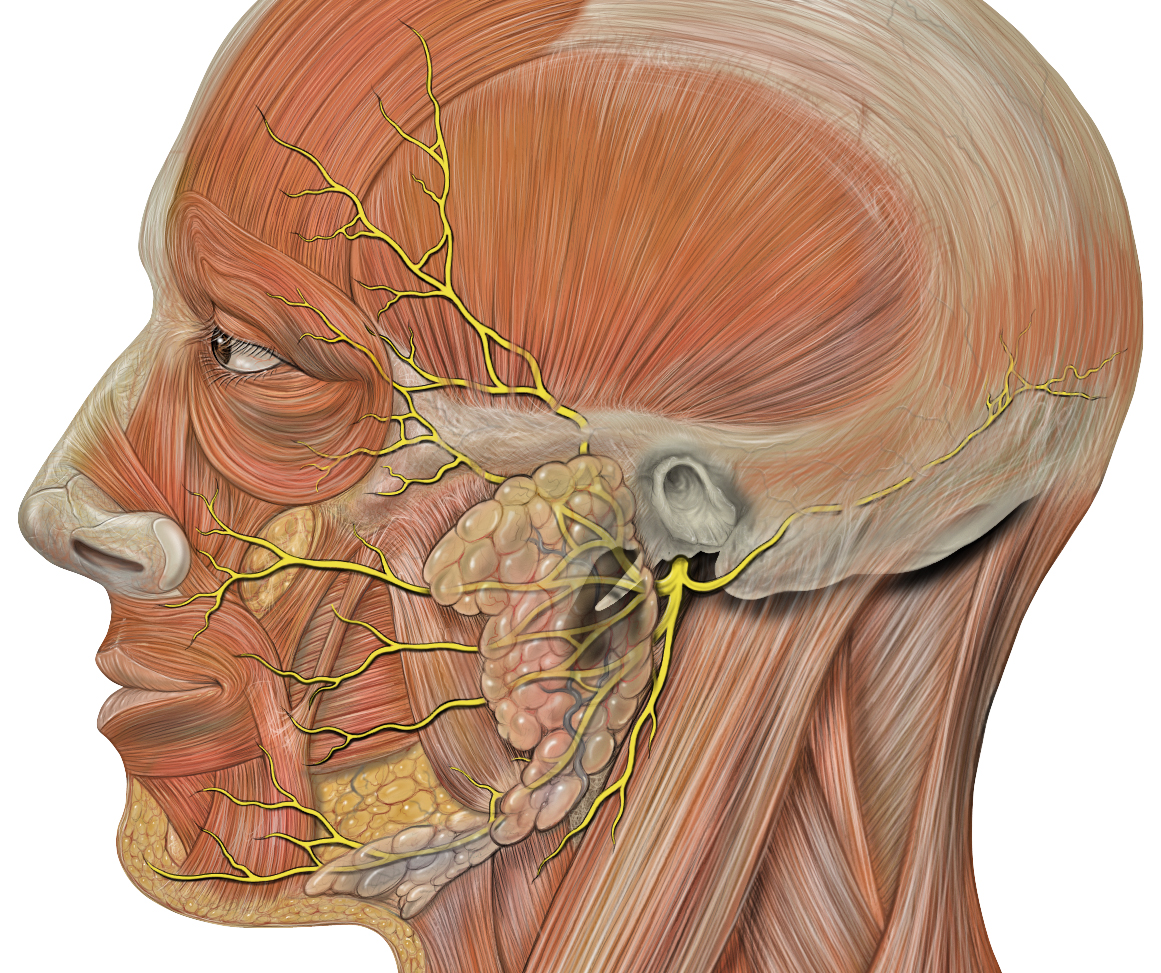
茎乳突孔を出た後の特殊内臓遠心性線維（運動線維）の分布

これらの遠心性線維は顔面神経運動核から出てまず第四脳室底面のある背内側に向かう。正中を走る内側縦束とやや外側にある外転神経核の間を通り、外転神経核を巡るように鋭角に折れ曲がる（ここが第四脳室底の顔面神経丘の直下である）。ここから腹外側に向かい、三叉神経脊髄路の内側、上オリーブ核の外側を通り、橋の最尾側（小脳橋角部と呼ばれる）で脳幹から外に出る。外転神経を巡るループの事を運動神経内膝 (internal genu of facial nerve) という。末梢に出た繊維は顔面神経管に入って顔面神経外膝で折れ曲がり、はじめ外側へ走行した後に下行する。顔面神経管の中でアブミ骨筋への枝を分枝し、茎乳突孔から顔面に出てそれぞれの支配筋へと分枝する。
顔面神経運動核への投射には以下のようなものがある。三叉神経脊髄路核からの二次性ニューロン、これは角膜反射などの三叉神経顔面反射にかかわる。皮質延髄路からの直接投射、これは左右両側性に投射する。皮質延髄路から網様体を経由した間接投射も存在する。交叉性の赤核延髄路からの投射は背内側核と中間核（すなわち上部顔面筋を支配する部位）にのみ投射している。中脳の網様体からも同側性に投射がある。聴神経の二次あるいは三次ニューロンも顔面神経核に投射すると考えられている。これは聴性顔面神経反射（突然大きな音を聞いたときに目をつぶったり、アブミ骨筋が収縮して耳小骨の振動を抑制する反射）に関係している。

中耳・内耳の構造と運動神経・内耳神経
1．前庭神経
2．蝸牛神経
3．顔面神経
4．膝神経節（顔面神経外膝）
5．鼓索神経
6．蝸牛管
7．半規管
8．つち骨
9．鼓膜
10．耳管（ユースタキー管）

## 中間神経
小脳橋角部から狭義の顔面神経と内耳神経（より正確には前庭神経）の間を走行して末梢に出てくる。この神経はSVA、GSA、GVEの各繊維を含んでいる。SVA・GSAの各求心性神経線維は膝神経節 (geniculate ganglion) に神経細胞体を持つ。

### 特殊内臓求心性線維 (SVA)
SVAは舌の前3分の2からの味覚を鼓索神経 (chorda tympani nerve) を通って伝達する（後ろ3分の1については舌咽神経の支配）。中枢でこの線維は延髄の孤束核 (solitary nucleus、味覚中枢とも呼ばれる) に投射する。 

### 一般体性求心性線維 (GSA)
GSAは外耳道や耳介、耳の後ろ部分の表在感覚を伝達する。中枢では三叉神経脊髄路核に投射する。

### 一般内臓遠心性線維 (GVE)
副交感線維である。橋背外側の網様体に散在するアセチルコリン作動性ニューロンからなる上唾液核から出る。このニューロン群は橋から延髄まで続いており、延髄では下唾液核（舌咽神経の核）や迷走神経背側運動核につながっている。副交感節前線維は末梢に出ると顔面神経外膝の近傍で二つに分岐する。一方は大錐体神経となって翼口蓋神経節に達する。他方は顔面神経管内で顔面神経から分岐して鼓索神経となり、舌神経（三叉神経第III枝下顎神経のさらに枝神経）の枝として顎下神経節に達する。各神経節で節後線維とシナプスを形成し、節後線維は翼口蓋神経節から涙腺・鼻粘膜・口腔粘膜の分泌および血管作動線維になる。また顎下神経節からの節後線維は、顎下腺および舌下腺に達する（より詳しい機能については自律神経系を参照）。

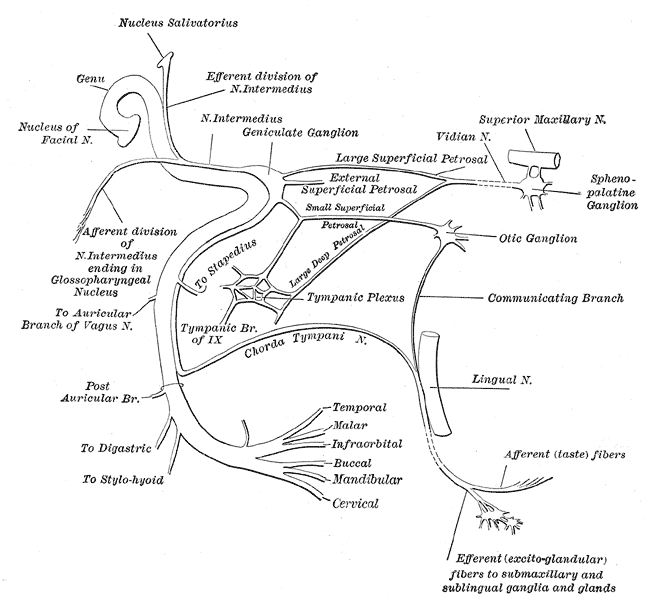
顔面神経の走行

## 顔面神経障害
別名、顔面神経麻痺（がんめんしんけいまひ）。末梢性の顔面神経麻痺は病変の部位によって顔面筋の運動麻痺、知覚障害、自律神経障害などを起こす。
1. 鼓索神経分岐より末梢、茎乳突孔付近での病変では顔面神経運動枝の完全麻痺が起きる。病変のある側で、額のしわ寄せができない、目をつぶれない、歯をむけない、口がすぼめない、また眼裂がひろがる、鼻唇溝（唇と頬の間にある溝）が浅くなる、口角が下がるなどの症状が見られる。患側では角膜反射が消失するが、角膜の感覚は保たれる（感覚は三叉神経支配のため）。
2. 膝神経節よりも末梢、鼓索神経分岐よりも中枢側に病変があると、上記の症状に加えて舌の前3分の2の味覚が障害され、顎下腺および舌下腺の分泌障害、聴覚過敏が起こる。聴覚過敏は、アブミ骨筋の麻痺によって耳小骨の振動を抑制できなくなり、患側で異常に大きな音に聞こえる。
3. 膝神経節よりも中枢側に病変があると上記のすべての症状に加え、涙腺の分泌障害が起こる。この部分で完全麻痺が起こると、舌の前3分の2の味覚が永久に失われる事がある。SVA線維は再生できないためである。一方副交感節前線維は再生するが、その際しばしば誤った再生をすることがある。障害前は顎下神経節に向かっていた線維が翼口蓋神経節に向かって再生する事がある。この結果、食事などの唾液腺刺激に対して涙が出てしまう現象がある（ワニの涙症候群）。膝神経節が水痘・帯状疱疹ウイルスによって冒されるラムゼイ・ハント症候群では、耳痛や外耳道・耳介の水疱形成に続いて上記のような症状が現れる。

特発性末梢性顔面神経麻痺（ベル麻痺、運動成分のみが麻痺する疾患）の病因はほとんどわかっていないが、顔面神経管内での何らかの原因による神経の腫脹によるものと考えられている。
中枢性の顔面神経麻痺は、皮質延髄路や皮質網様体路など上位運動ニューロンの病変で起こる。中枢性と末梢性の顔面神経麻痺の最大の鑑別点は、中枢性の場合は額のしわ寄せが保持でき、眼輪筋の麻痺も程度が軽いことである。これは顔面神経のうち顔面の上半分の表情筋だけは両側の大脳皮質に支配されているため、一側の中枢に病変があっても麻痺が起こらないのである。そのため、顔面神経麻痺がある場合、額のしわ寄せができなければ、鑑別診断の中から、大脳および中脳における脳梗塞などの脳血管障害はまず除外してよいことになるが、小脳橋角部から顔面神経運動核に至るまでの間で脳血管障害が起きた場合は、小脳橋角部は膝神経節よりも中枢側に位置するため、額のしわ寄せができなくなる上に、前述したような末梢性顔面神経麻痺の種々の症状が発現し得る。ただし、この場合はウイルス感染ではないため、ラムゼイ・ハント症候群にみられる外耳道や耳介の水疱形成は生じない。また顔面神経には情動性支配というものがあり、経路は未知であるが運動野とは別の中枢にも支配されているため、皮質延髄路の途中に病変がある場合でも感情的刺激には反応して健側と同じように表情筋が動かせることがある。